# ويلفريد بيكر
ويلفريد بيكر (بالإنجليزية: Wilfred Baker)‏ هو سياسي بريطاني (وحمل سابقاً جنسية المملكة المتحدة لبريطانيا العظمى وأيرلندا)، ولد في 6 يناير 1920، وتوفي في 9 نوفمبر 2000. في الانتخابات العامة في المملكة المتحدة 1964 ‏، انتخب عضو البرلمان الثالث والأربعون للمملكة المتحدة عن دائرة Banffshire (UK Parliament constituency) ‏ (15 أكتوبر 1964 – 10 مارس 1966) وفي الانتخابات العامة في المملكة المتحدة 1966 ‏، انتخب عضو البرلمان الرابع والأربعون للمملكة المتحدة عن دائرة Banffshire (UK Parliament constituency) ‏ (31 مارس 1966 – 29 مايو 1970) وفي الانتخابات العامة في المملكة المتحدة 1970، انتخب عضو البرلمان الخامس والأربعون للمملكة المتحدة عن دائرة Banffshire (UK Parliament constituency) ‏ (18 يونيو 1970 – 8 فبراير 1974).